# Helene Schuberth
Helene Schuberth (* 1962) ist eine österreichische Ökonomin. Seit November 2024 ist sie Bundesgeschäftsführerin des Österreichischen Gewerkschaftsbundes (ÖGB).

## Laufbahn
Schuberth absolvierte ein Magisterstudium in Ökonomie und Geschichte an der Sozial- und wirtschaftswissenschaftlichen Fakultät der Universität Wien und ein Doktoratsstudium an der Wirtschaftsuniversität Wien. Sie promovierte im Jahre 2000 mit der Arbeit „Monetary Policy Rules in Europe – What Rule for the Eurosystem ?“. Ein postgraduales Studium führte sie anschließend an die Harvard University, an welcher sie 2001 einen Master of Public Administration erwarb. 
Sie war von 1993 bis 2022 in verschiedenen Positionen in der Österreichischen Nationalbank tätig, zuletzt als Leiterin der Auslandsanalyseabteilung. In den Jahren 2007 und 2008 war sie karenziert und wirkte als Wirtschaftspolitische Beraterin des Bundeskanzlers Alfred Gusenbauer. Neben einer Reihe von Buchpublikationen, einige davon gemeinsam mit den Nationalbank-Gouverneuren Ewald Nowotny und Robert Holzmann herausgegeben, verfasste Helene Schuberth auch zahlreiche Artikel in renommierten Fachzeitschriften, darunter Empirical Economics, European Integration online Papers, Journal of Economic Surveys, European Journal of Political Economy, Empirica und New Political Economy. Langjährige Lehrtätigkeiten an verschiedenen Hochschulen bis 2017, darunter WU Wien, Universität Wien und die Verwaltungsakademie des Bundes. Nebenberuflich war sie in den Jahren 2012 und 2013 als Beraterin des Bundespräsidenten für wirtschafts- und sozialpolitische Angelegenheiten tätig. Von 2013 bis 2018 war sie Mitglied des Universitätsrates der Universität Graz.
Seit Mai 2022 leitete sie das Volkswirtschaftliche Referat des ÖGB. Seit 25. November 2024 ist sie eine von drei Bundesgeschäftsführern des ÖGB und verantwortet die Bereiche Grundlagen und Interessenspolitik, konkret die Themenfelder Volkswirtschaft, Sozialpolitik, Gesundheitswesen und Kollektivvertragspolitik. Sie folgte auf Ingrid Reischl und wurde einstimmig vom Bundesvorstand des ÖGB bestellt. Ihre Kollegen sind Thomas Hochmayr, verantwortlich für Finanzen, Personal und IT, und Willi Mernyi, verantwortlich für Organisation und Koordination. Sie genießt überparteiliches Ansehen.
Helene Schuberth ist Mitglied des Produktivitätsrats und des Fiskalrats der Republik Österreich, entsandt von der Bundesarbeitskammer. Seit September 2022 gehört sie dem Verwaltungsrat der Agrarmarkt Austria und dem Aufsichtsrat der APK Vorsorgekasse AG an. Sie gilt als ministrabel. Im Vorfeld der Regierungsbildung 2025 wurde sie mehrfach als mögliche Finanzministerin genannt.

## Bücher
- (Hrsg.) mit Ewald Nowotny: Österreichs Wirtschaft im Wandel. Entwicklungstendenzen 1970–2010, Wien 1993
- (Hrsg.) mit Peter Mooslechner und Martin Schürz: Economic Policy under Uncertainty: The Role of Truth and Accountability in Policy Advice, Edward Elgar Publishing 2004
- (Hrsg.) mit Peter Mooslechner und Beat Weber: The Political Economy of Financial Market Regulation, The Dynamics of Inclusion and Exclusion, Edward Elgar 2006
- (Hrsg.) mit Doris Ritzberger-Grünwald und Ewald Nowotny: The Challenge of Economic Rebalancing in Europe, Perspectives for CESEE Countries, Edward Elgar 2015
- (Hrsg.) mit Doris Ritzberger-Grünwald und Ewald Nowotny: Structural Reforms for Growth and Cohesion, Lessons and Challenges for CESEE Countries and a Modern Europe, Edward Elgar 2018
- (Hrsg.) mit Doris Ritzberger-Grünwald und Robert Holzmann: 30 Years of Transition in Europe, Edward Elgar 2020